# Assassin's Creed (film)
Assassin's Creed è un film del 2016 diretto da Justin Kurzel.
Basato sull'omonima serie videoludica sviluppata da Ubisoft, anche produttrice della pellicola, il film è una storia originale ambientata nello stesso universo dei videogiochi. In Assassin's Creed, al fine di rintracciare un misterioso manufatto noto come Mela dell'Eden fulcro di un millenario conflitto tra le società segrete degli Assassini e dei Templari, il condannato a morte Callum Lynch viene costretto a rivivere i ricordi di un suo antenato vissuto al tempo dell'Inquisizione spagnola.
I due personaggi principali sono interpretati entrambi da Michael Fassbender, anche produttore del film. Fanno parte del cast Marion Cotillard, Jeremy Irons, Brendan Gleeson, Charlotte Rampling e Michael K. Williams. Le riprese sono cominciate nell'agosto 2015 a Malta e si sono concluse a gennaio 2016 in Spagna.
Assassin's Creed è stato distribuito nelle sale cinematografiche il 21 dicembre 2016 negli Stati Uniti e in Francia, mentre è uscito il 4 gennaio 2017 in Italia. È stato stroncato dalla critica e ha incassato circa 241 milioni di dollari contro un budget di 125 milioni di dollari.

## Trama
Nel 1492, durante l'Inquisizione spagnola, Aguilar De Nerha è introdotto nella Confraternita degli Assassini, un ordine segreto che per secoli si è opposto all'ordine dei Templari. Il suo anulare destro viene amputato per far spazio a un'arma nota come Lama Celata e gli viene affidata la missione di proteggere il Principe di Granada.
Nel 1986 Callum Lynch fa ritorno a casa e trova sua madre morta per mano di suo padre, Joseph Lynch, un membro moderno dell'Ordine degli Assassini. Quando degli uomini armati guidati da Alan Rikkin, CEO della Fondazione Abstergo (la facciata moderna dei Templari), si apprestano a catturarlo, Joseph ordina a suo figlio di scappare.
Nel 2016, trent'anni dopo, Callum è condannato a morte per l'omicidio di un pappone che ha tentato di derubarlo; viene giustiziato, ma la sua morte è una messinscena: la Fondazione Abstergo lo salva e lo trasporta nella sua struttura a Madrid, in Spagna. Qui apprende che, per porre fine alla violenza che sta soggiogando la razza umana, la fondazione sta cercando la Mela dell'Eden, un manufatto creato da un'antica civiltà, che contiene il codice genetico del libero arbitrio. La dr.ssa Sophia Rikkin, scienziata a capo della compagnia, rivela a Callum che lui è un discendente diretto di un Assassino spagnolo chiamato Aguilar de Nerha e lo introduce al progetto Animus. Callum è collegato a una macchina che gli permette di rivivere le memorie genetiche di Aguilar così che l'Abstergo possa apprendere la posizione della Mela dell'Eden.
In Andalusia, Spagna, Aguilar e la sua consorella Maria si appostano per salvare il Principe Ahmed di Granada, che è stato rapito dal leader dei Templari, Tomás de Torquemada. Il ragazzo è stato rapito per costringere suo padre, il sultano Muhammad XII, a cedere la Mela dell'Eden. Aguilar e Maria intercettano il carro che trasporta Ahmed, ma vengono sopraffatti e catturati dalla guardia personale di Torquemada, Ojeda, mentre Callum viene tirato fuori dall'Animus da Sophia.
Durante la prigionia, Callum fa amicizia con altri discendenti di Assassini, guidati da Moussa, il discendente di un Assassino haitiano del XVIII secolo di nome Baptiste, e inizia ad avere allucinazioni (denominate "effetto osmosi") sia di Aguilar che di suo padre. Callum e Sophia instaurano un rapporto al di là delle loro sessioni, in cui Sophia si rivela essere la figlia di Alan Rikkin, il CEO dell'Abstergo, e confida a Callum che anche sua madre fu uccisa da un Assassino.
Di ritorno nell'Animus, Aguilar e Maria sono in procinto di essere giustiziati, ma Aguilar prende in mano la situazione liberando se stesso e Maria, cosa che porta a un inseguimento sui tetti in cui entrambi eseguono una manovra speciale nota come Salto della Fede. La mente di Callum reagisce in modo violento alla sessione, e rimane temporaneamente paralizzato. Più tardi apprende che suo padre, Joseph, è presente nella struttura. Confrontandosi con suo padre riguardo alla morte della madre, Callum viene a sapere che come risultato dell'"effetto osmosi", un effetto collaterale dovuto all'uso dell'Animus, le sue memorie genetiche e quelle di Aguilar si stanno fondendo, permettendogli di assorbire le abilità combattive di Aguilar. Apprende anche che sua madre era un'Assassina che ha scelto di morire per mano di Joseph, piuttosto che venire sottoposta all'Animus dai Templari. Nonostante suo padre lo supplichi di non rientrare nell'Animus, Callum promette di distruggere il Credo dell'Assassino trovando la Mela. Nel frattempo Alan viene spinto dal suo superiore, Ellen Kaye, a chiudere il progetto Animus a causa degli scarsi risultati. Sophia realizza quindi che suo padre Alan è più interessato a sradicare gli Assassini che a usare la Mela dell'Eden per liberare il mondo dalla violenza.
Callum ritorna di sua volontà nell'Animus, dopo di che Aguilar e Maria tendono un agguato durante l'incontro tra Muhammad e Ojeda per uno scambio tra Ahmed e la Mela dell'Eden. Riescono a uccidere le guardie Templari e a riprendere la Mela dell'Eden, tuttavia Ojeda cattura Maria e ordina ad Aguilar di arrendersi. Maria però sceglie di morire, e Ojeda l'accoltella fatalmente prima che Aguilar lo uccida in risposta. Aguilar fugge, eseguendo un altro Salto della Fede, e la forza di Callum causa un malfunzionamento nell'Animus. Aguilar poi consegna la Mela dell'Eden a Cristoforo Colombo, che promette di portare la Mela nella sua tomba. Nel frattempo, Moussa e gli altri prigionieri Assassini danno inizio a una rivolta così da fuggire dalla struttura.
Callum rimane nella camera dell'Animus e incontra le proiezioni dei suoi antenati Assassini, inclusi Aguilar, suo padre Joseph e sua madre. Contemporaneamente anche Sophia incontra una proiezione a lei identica in tutto e per tutto e scopre con grande stupore che anche lei discende da una stirpe di Assassini. Callum abbraccia il suo retaggio da Assassino e, avendo assimilato pienamente le memorie genetiche e le abilità del suo antenato, si unisce agli Assassini scappando dalla struttura.
Alan Rikkin e i suoi seguaci, avendo ritrovato la Mela dell'Eden, si riuniscono in un santuario Templare a Londra per celebrare il ritrovamento del manufatto. All'interno del santuario, una delusa Sophia incontra Callum, che è venuto per prendere la Mela, ed ella riluttante gli permette di agire. Callum si intrufola dietro Rikkin e lo uccide riprendendosi la Mela dell'Eden, dopo di che gli Assassini partono, promettendo di proteggerla ancora una volta. Terrorizzata dalla morte del padre e del ruolo da lei avuto, Sophia promette vendetta su Callum.

## Personaggi
- Callum Lynch / Aguilar de Nerha, interpretato da Michael Fassbender: Personaggio originale ideato appositamente per il film, Lynch è un discendente degli Assassini, con un collegamento genetico al suo antenato Aguilar, un Assassino nella Spagna del XV secolo.[1][2] Fassbender ha descritto Callum come "una persona smarrita" che "non sente di appartenere a nessuna discendenza" e ha passato la sua vita "entrando e uscendo di prigione." Al contrario, Aguilar "è parte del Credo [...] vi appartiene. Crede in una causa e la sostiene fermamente."[3]
- Sophia Rikkin, interpretata da Marion Cotillard: Figlia di Alan Rikkin, è una scienziata che supervisiona il progetto Animus.[4][5][6]
- Alan Rikkin, interpretato da Jeremy Irons: È il visionario amministratore delegato delle Abstergo Industries,[7] e il padre di Sophia.[4][6] La sua Abstergo Foundation a Madrid è dedicata "al perfezionamento della specie umana".[8] Rikkin era precedentemente apparso nel primo videogioco della serie.
- Joseph Lynch, interpretato da Brendan Gleeson: Il padre di Callum.[4] Brian Gleeson interpreta Joseph da giovane.[9]
- Ellen Kaye, interpretata da Charlotte Rampling[10]
- Moussa / Baptiste, interpretato da Michael K. Williams: Moussa è il discendente di Baptiste, un Assassino caraibico che usa pozioni venefiche voodoo contro i suoi nemici.[3][11] Oltre che le sue abilità da combattente, Moussa ha ereditato dall'antenato la predilezione per i veleni e gli inganni.[3] Baptiste era precedentemente apparso in Assassin's Creed III: Liberation.[12]

Inoltre, Ariane Labed interpreta Maria, un'Assassina della Spagna del XV secolo che aiuta Aguilar, Michelle Lin interpreta Lin, una prigioniera dell'Abstergo assieme a Moussa e Callum e la discendente dell'Assassina cinese Shao Jun, vissuta nel XVI secolo (protagonista del videogioco Assassin's Creed: Chronicles: China), mentre Matias Varela interpreta Emir e il suo antenato Yusuf Tazim, un Assassino del Medio Oriente (apparso in Assassin's Creed: Revelations) che usa una vasta gamma di armi. Denis Ménochet interpreta il capo della sicurezza dell'Abstergo, Javier Gutiérrez Álvarez interpreta l'inquisitore spagnolo Tomás de Torquemada, Callum Turner interpreta Nathan, il discendente di Duncan Walpole (apparso in Assassin's Creed IV: Black Flag), Assassino inglese vissuto durante il XVIII secolo che tradì la confraternita per allearsi con i Templari, mentre Carlos Bardem interpreta Benedicto.

## Produzione

### Sviluppo
(Michael Fassbender, attore e produttore del film, su quanto questo sarà fedele all'opera originaria e quanto invece verrà cambiato.)
Il 20 ottobre 2011, la Sony Pictures ha concluso un accordo con la Ubisoft Motion Pictures sulla realizzazione di una trasposizione cinematografica della serie videoludica Assassin's Creed, da distribuire in 3D. Il 9 luglio 2012, è stato annunciato che l'attore irlandese Michael Fassbender avrebbe ricoperto il ruolo del protagonista del film, oltre che quello di produttore attraverso la sua DMC Films. Secondo Jean-Julien Baronnet, amministratore delegato della Ubisoft Motion Pictures, Fassbender è stato fin da subito la prima scelta come attore principale. In seguito, l'accordo tra Sony e Ubisoft è cambiato, estromettendo la prima, poiché quest'ultima voleva sviluppare il film indipendentemente, così da avere il pieno controllo creativo sulla pellicola. Sony avrebbe voluto occuparsi della distribuzione del film, ma Ubisoft non ha voluto riprendere in mano il progetto finché questo non avesse avuto un regista e uno sceneggiatore.
Nell'ottobre dello stesso anno, Ubisoft ha rivelato che il film sarebbe stato co-prodotto da New Regency e distribuito dalla 20th Century Fox. New Regency ha finanziato parte del film, permettendo alla Ubisoft di non correre un grandissimo rischio finanziario, e in cambio ha ottenuto parte del controllo creativo sulla pellicola; RatPac Entertainment e Alpha Pictures hanno finanziato anch'esse il film. Baronnet ha rivelato che è nelle intenzioni della major distribuire il film contemporaneamente a un nuovo videogioco della serie. Nel gennaio 2013, Michael Lesslie è stato contattato per sceneggiare il film. A luglio dello stesso anno, Frank Marshall è entrato nel team di produzione del film, raggiungendo Fassbender e Conor McCaughan per la DMC Film ed Eli Richbourg per Ubisoft. A luglio, Scott Frank ha rivelato che era stato incaricato di riscrivere la sceneggiatura di Lesslie. Nel gennaio del 2014, la produttrice esecutiva Fannie Pailloux ha comunicato via Linkedin che le riprese sarebbero iniziate ad agosto dello stesso anno. Ad aprile, anche Adam Cooper e Bill Collage sono stati ingaggiati per ri-scrivere la sceneggiatura, mentre Justin Kurzel è entrato in trattative per dirigere il film. A giugno, Olivia Munn si è dichiarata interessata ad apparire nel film.

### Pre-produzione
Il 12 febbraio 2015, Yves Guillemot della Ubisoft ha confermato che New Regency ha dato il via alla produzione del film, con Kurzel alla regia. Il giorno seguente, Marion Cotillard è entrata nel cast, e le riprese sono state fissate per il tardo 2015. Ad aprile dello stesso anno, Fassbender ha rivelato che le riprese sono state posticipate a settembre 2015. A maggio, Alicia Vikander è entrata in trattative per partecipare al film, ma è stata costretta a rinunciare per via degli impegni presi con Jason Bourne, venendo sostituita da Ariane Labed. I produttori del film sono Baronnet, Patrick Crowley, Fassbender, Marshall, Conor McCaughan e Arnon Milchan. A giugno, Michael K. Williams è entrato nel cast. Ad agosto, è stata diffusa online un'immagine del personaggio di Fassbender, che si è rivelato essere un nuovo personaggio, ideato appositamente per il film: Callum Lynch nei giorni nostri, mentre nella Spagna (paese scelto anche come luogo delle riprese del film) del XV secolo il suo antenato Aguilar. A tal proposito, Aymar Azaïzia, supervisore del progetto Assassin's Creed alla Ubisoft, ha dichiarato che "[il film] sarà una nuova storia, [con] nuovi personaggi, ambientata nello stesso universo [dei videogiochi]", che sarebbero potuti riapparire "alcuni volti familiari" e che nella parte di trama ambientata dei giorni nostri sarebbe comparsa l'Abstergo, principale antagonista della saga. A ottobre, Brendan Gleeson e Jeremy Irons sono entrati nel cast, il primo nel ruolo del padre del protagonista, e il secondo in quello di Alan Rikkin. Parlando della sceneggiatura, Fassbender ha dichiarato che saranno presenti nel film molti elementi caratteristici della serie, ma che alcuni avranno un aspetto diverso, poiché "se c'è qualcosa che ho imparato da serie come quella degli X-Men, è che al pubblico piace essere sorpreso e vedere nuove versioni di cose che conosceva già". La reinvenzione dell'Animus nel film è stata fatta per renderlo più "moderno e interessante" ed evitare paragoni con Matrix: nei videogiochi, l'utente connesso al macchinario è su una poltroncina o un lettino mentre "sogna" il passato, mentre nel film è fissato a un lungo braccio meccanico, in grado di fargli ripetere gli stessi movimenti che "sogna": correre, saltare e così via, eventualmente tenendolo sospeso a mezz'aria se ad esempio sta sognando di cadere da un palazzo. La supervisione della parte creativa del film è stata mantenuta dalla Ubisoft stessa, che è stata "molto selettiva" riguardo agli elementi originali da inserire nel film.
Il budget del film è stato di 125 milioni di dollari.

### Riprese
La lavorazione del film è iniziata il 31 agosto 2015, e si è svolta a Malta, a Londra e in Spagna. Adam Arkapaw ha lavorato al film come direttore della fotografia, mentre Andy Nicholson come scenografo. Nel dicembre 2015, si sono svolte delle riprese in Spagna. Le riprese principali sono terminate il 15 gennaio 2016, mentre alcune riprese aggiuntive si sono tenute a luglio nella Cattedrale di Ely.
La scena in cui Aguilar compie il salto della fede è stata realizzata senza l'ausilio di effetti speciali, in quanto il regista voleva rendere la scena "il più reale possibile"; la controfigura di Fassbender Damien Walters ha infatti eseguito un tuffo di 38 metri, tra più alti compiuti da uno stuntman negli ultimi 35 anni.

## Colonna sonora
Jed Kurzel, che aveva già lavorato con il regista in Snowtown e Macbeth, ha composto la colonna sonora del film, eseguita dalla London Contemporary Orchestra.

## Promozione
Il primo trailer del film è stato diffuso durante il Jimmy Kimmel Live! l'11 maggio 2016, seguito poco dopo da quello in italiano. Il secondo trailer è stato diffuso online dalla 20th Century Fox il 18 ottobre 2016, seguito poco dopo da quello in italiano. Il terzo trailer è stato diffuso online il 9 dicembre 2016, mentre il 19 dicembre in italiano.

## Distribuzione
La pellicola è uscita il 21 dicembre 2016 nelle sale statunitensi, distribuita da 20th Century Fox. In Italia, 20th Century Fox aveva inizialmente indicato il 22 dicembre come data di uscita, per poi spostare quest'ultima al 5 gennaio 2017. In seguito, la data di uscita è stata anticipata al 4 gennaio.
Un'anteprima del film si è tenuta a New York il 13 dicembre.

### Divieti
Negli Stati Uniti, la visione del film è stata vietata ai minori di 13 anni non accompagnati per "scene di azione violenta, temi non adatti ed utilizzo di linguaggio scurrile".

## Accoglienza

### Incassi
Assassin's Creed ha incassato 54647948 $ in Nord America e 186 049 908 $ nel resto del mondo, per un totale di 240 697 856 $ a fronte di un budget stimato in 125 milioni di dollari.
In patria, il film ha esordito in 2902 sale cinematografiche, incassando 1,4 milioni di dollari dalle anteprime notturne di martedì 20 dicembre e 4,6 milioni durante il suo primo giorno di programmazione, posizionandosi dietro a Rogue One: A Star Wars Story e Sing. Il giorno seguente ha registrato un calo del 46%, incassando 2,5 milioni e venendo superato da Passengers. Venerdì 23 ha perso un'ulteriore posizione, oltrepassato da Proprio lui?, incassando altri 3,7 milioni. Ha mantenuto la sua quinta posizione per tutto il weekend natalizio e Santo Stefano, arrivando a 22,5 milioni.

### Critica
Assassin's Creed è stato stroncato dalla critica cinematografica. Su Rotten Tomatoes ha un indice di gradimento del 19% di basato su 226 recensioni, con un voto medio di 4 su 10; il sito scrive che "nonostante Assassin's Creed sia indiscutibilmente il miglior film mai tratto da un videogioco, rimane un'arrancante delusione, infarcita di CGI, senz'anima e dalla trama confusionaria". Su Metacritic, il film ha un punteggio di 36 su 100, basato sulle recensioni di 38 critici, a indicare "giudizi generalmente negativi". Un sondaggio effettuato da CinemaScore tra gli spettatori all'uscita dalle sale su quanto questi fossero stati soddisfatti dal film, riporta un punteggio medio di "B+" in una scala da A+ a F.
Robbie Collin del Daily Telegraph scrive: "se avete sempre creduto che alle cospirazioni di Dan Brown mancasse solo il parkour, Assassin’s Creed diventerà il vostro film preferito [...] se invece siete sani di mente come il 99.9% della popolazione, il film risulterà semplicemente noioso". Owen Gleiberman di Variety scrive: "il solo Michael Fassbender conferisce rispettabilità a due ore di sbadigli videoludici incoerenti e dalla regia inutilmente ricercata". Scrivendo per Time, Stephanie Zacharek definisce il film "un casino [...] pieno di opportunità sprecate". Harry Windsor dell'Hollywood Reporter scrive che "nonostante i protagonisti dei videogiochi siano notoriamente privi per natura di qualsiasi idiosincrasia che possa impedirci di calarci nei loro panni virtuali, stupisce come gli sceneggiatori non siano riusciti a inventare nulla di originale o accattivante, potendo creare un nuovo personaggio per il grande schermo". Edward Douglas di New York Daily News assegna al film una stella e mezzo, scrivendo: "così come in Macbeth, Justin Kurzel sembra più interessato all'aspetto visivo che non alla coerenza [...] infatti le scene che funzionano meglio sono quelle ambientate nel passato, ricche di azione e di sequenze mozzafiato. Al contrario, i dialoghi contorti del presente faranno aggrottare le sopracciglia a ben più di uno spettatore." Inoltre critica l'utilizzo degli attori, scrivendo: "Fassbender fornisce un'interpretazione ridicolmente seria in un film che avrebbe bisogno di un po' del suo senso dell'umorismo [...] l'accento e la cadenza della Cotillard sono così ridicoli da distrarre dal film [...] per quanto riguarda Jeremy Irons, è difficile credere che lo abbia fatto per altre ragioni oltre ai soldi".
Tra le recensioni positive, David Ehrlich di IndieWire assegna al film una B- e scrive: "definire Assassin’s Creed il miglior film tratto da un videogioco di sempre può suonare un po' come un contentino, ma è un'etichetta più che adeguata. Indipendentemente da come definireste il singolare e gratuito nonsense che è questo film, resta il fatto che è stato l'unico blockbuster del 2016 a farmi gridare al sequel". Adi Robertson di The Verge scrive: "nonostante il materiale su cui deve lavorare sia a volte assurdo, Kurzel ha il coraggio di prendersi sempre sul serio. Assassin’s Creed non sarà magari in grado di spiccare un salto della fede, ma riesce a reggersi solidamente in piedi per (quasi) tutta la sua durata".

## Sequel
Nel marzo 2016, Daphne Yang, CEO della co-finanziatrice del film CatchPlay, ha dichiarato che New Regency vorrebbe trasformare il film in un franchise cinematografico, visto il successo ottenuto dai videogiochi. Nel dicembre 2016, Michael Fassbender ha dichiarato: "Questo film segna l’origine di una storia. Abbiamo un’idea su che strada percorrere nel corso dei prossimi due film. Abbiamo creato un arco narrativo in grado di coprire tre lungometraggi. Vedremo come gli spettatori reagiranno con questo primo capitolo". Lo stesso mese, Justin Kurzel, intervistato dalla rivista francese Premiere, ha dichiarato che vorrebbe come ambientazione per il secondo film la Guerra Fredda. Dopo l'acquisizione della 20th Century Fox da parte della The Walt Disney Company, molti film in pre-produzione, tra cui il sequel di Assassin's Creed, sono stati cancellati.